# Torneo de Atlanta 2014
El BB&T Atlanta Open 2014 es un torneo de tenis. Perteneció al ATP Tour 2014 en la categoría ATP World Tour 250. El torneo tuvo lugar en la ciudad de Atlanta, Estados Unidos, desde el 20 de julio hasta el 27 de julio de 2014 , sobre canchas duras. Perteneció a un conjunto de torneos que formaron el US Open Series 2014.

## Cabezas de serie

### Individual
| Tenista           | Ranking | Preclasificada |
| John Isner        | 12      | 1              |
| Kevin Anderson    | 17      | 2              |
| Gaël Monfils      | 23      | 3              |
| Vasek Pospisil    | 34      | 4              |
| Radek Štepánek    | 39      | 5              |
| Denis Istomin     | 40      | 6              |
| Lu Yen-hsun       | 47      | 7              |
| Marinko Matosevic | 52      | 8              |
| Sam Querrey       | 62      | 9              |

### Dobles
| Tenista                           | Ranking | Preclasificada |
| Vasek Pospisil Jack Sock          | 64      | 4              |
| Santiago González Scott Lipsky    | 83      | 2              |
| Chris Guccione John-Patrick Smith | 130     | 3              |
| Ken Skupski Neal Skupski          | 137     | 4              |

## Campeones

### Individual Masculino
John Isner venció a  Dudi Sela por 6-3, 6-4

### Dobles Masculino
Vasek Pospisil /  Jack Sock vencieron a  Steve Johnson /  Sam Querrey por 6–3, 5–7, [10–5]